# Bayerische C II (Ostbahn)
Die Baureihe C, später C II, war eine Lokomotive der bayerischen Ostbahn.

## Beschreibung
Diese Maschinen waren die ersten C-gekuppelten Fahrzeuge in Bayern mit Außenrahmen. Zudem wiesen sie eine Stephensonsteuerung und, da die letzte Achse angetrieben wurde, eine sehr lange Treibstange mit Hallscher Kurbel auf. Aufgrund ihres großen Raddurchmessers konnten sie auch für Personenzüge verwendet werden. Die Lokomotiven waren mit einem Schlepptender der Bauart 3 T 9 ausgestattet.